# Sebastian Linz
Sebastian Linz (* 1980 in Schwabach) ist ein deutscher Theaterregisseur.

## Biografie
Nach Abitur am Adam-Kraft-Gymnasium und anschließendem Zivildienst in Schwabach studierte Sebastian Linz von 2001 bis 2008 Theaterwissenschaft, Neuere Deutsche Literatur und Germanistische Linguistik an der Ludwig-Maximilians-Universität München. In dieser Zeit hospitierte und assistierte er an den Münchner Kammerspielen (u. a. bei Andreas Kriegenburg, Felicitas Brucker und Christiane Pohle) und war Gründungsmitglied des universitären Theaterkollektivs koonsfamilie.
Nach seinem Studienabschluss (M.A., u. a. bei Christopher Balme) arbeitete er von 2008 bis 2011 als fester Regieassistent am Bayerischen Staatsschauspiel in München, u. a. mit Dieter Dorn, Tina Lanik und Jens-Daniel Herzog. Seit 2012 arbeitete er an den Salzburger Festspielen als Regieassistent mit Jens-Daniel Herzog, Peter Stein und Peter Konwitschny.
2009 richtete er im Münchner Marstall eine Szenische Lesung von Daniel Glattauers Roman Gut gegen Nordwind ein. Für seine Inszenierung von Michał Walczaks Die Reise ins Innere des Zimmers (2010) im Marstall erhielt er 2011 den Förderpreis des Vereins der Freunde des Bayerischen Staatsschauspiels.
2011 gründete er zusammen mit Linda Löbel und anderen die freie Gruppe ausbau.sechs und produzierte und inszenierte das monologische Stück Körpergewicht 17 % von Ewald Palmetshofer als Ko-Produktion im Teamtheater Tankstelle, München. Die dokumentarische Stückentwicklung Atlantropa wurde 2013 im Rahmen der Reihe next generation an der Schauburg realisiert. Am Pathos Transport Theater München folgten die Performances Die Wutprobe (2012), Truth and Dare (2013), How to disappear completely (2014, eingeladen zum Münchner Tanz- und Theaterfestival RODEO 2014) sowie die Inszenierung von Carsten Brandaus Stück Fabelhafte Familie Baader (2014). Zudem Gastspiele am Theaterdiscounter in Berlin und am Mad House in Helsinki.
Neben seiner Regietätigkeit arbeitete Sebastian Linz von 2012 bis 2014 am Pathos Transport Theater in der Dramaturgie, Kuration und Organisation. Er unterrichtet an der Bayerischen Theaterakademie August Everding (Studienfach Master-Dramaturgie) und arbeitet als freier Produktionsleiter für Theaterfestivals.
Seit März 2018 leitet er die ARGEkultur Salzburg und wird als künstlerischer Geschäftsführer das Programm für 2019 konzipieren.

## Inszenierungen und Projekte
- Fabelhafte Familie Baader (2014) von Carsten Brandau
- How to disappear completely (2014) mit ausbau.sechs
- Truth and Dare (2013) mit ausbau.sechs
- Atlantropa (2013) mit ausbau.sechs
- Die Wutprobe (2012) mit ausbau.sechs
- Körpergewicht 17 % von Ewald Palmetshofer (2011) mit ausbau.sechs
- Die Reise ins Innere des Zimmers von Michał Walczak (2010)
- Gut gegen Nordwind von Daniel Glattauer (2009)